# Estación de Raroña
La estación de Raroña es la principal estación ferroviaria de la comuna suiza de Raroña, en el Cantón del Valais.

## Historia y situación
La estación de Raroña fue inaugurada en el año 1878 con la puesta en servicio del tramo Leuk - Brig, que pertenece a la línea Lausana - Brig, más conocida como la línea del Simplon.
Se encuentra ubicada en el borde sur del núcleo urbano de Raroña, junto al río Ródano. Cuenta con un único andén central al que acceden dos vías pasantes. Además, existe otra tres vía pasante y dos vías muertas.
En términos ferroviarios, la estación se sitúa en la línea Lausana - Brig. Sus dependencias ferroviarias colaterales son la estación de Gampel-Steg hacia Lausana, y la estación de Visp en dirección Brig.

## Servicios ferroviarios
Los servicios ferroviarios de esta estación están prestados por SBB-CFF-FFS y por RegionAlps, empresa participada por los SBB-CFF-FFS y que opera servicios de trenes regionales en el Cantón del Valais:

### Regional
- R Saint-Gingolph - Monthey - San Mauricio - Sion - Brig. Efectúa parada en todas las estaciones y apeaderos del trayecto. Algunos trenes sólo realizan el trayecto Monthey - Brig. Operado por RegionAlps.